# Open Strachan de snooker
L'Open Strachan de snooker est un ancien tournoi classé puis non classé qui a eu lieu à Leicester en Angleterre entre 1992 et 1994.

## Historique
Le tournoi est mis en place pour la première fois en 1992 en tant que tournoi de classement. Comme son nom l'indique, il est parrainé par la société de revêtement de billard Strachan. Lors de sa première édition, de nombreux joueurs le boycotte à cause de sa dotation jugée trop faible. L'épreuve se tient au Thornubry Leisure Centre à Bristol (Thornbury), dans le Gloucestershire. Pendant les qualifications, Peter Ebdon réussit un break de 147 points. C'est le Thaïlandais James Wattana qui l'emporte aux dépens de John Parrott. Il s'agit alors de son premier titre classé.
Les saisons suivantes, la World Professional Billiards and Snooker Association (WPBSA) décide de maintenir la compétition en tant que tournoi classé mineur. Il est alors rebaptisé challenge Strachan. Le tournoi devient non classé en 1994 avant de définitivement disparaître l'année suivante.

## Palmarès
| Année                              | Ville                  | Vainqueur              | Finaliste              | Score                  | Saison                 |
| Open Strachan (classé)             | Open Strachan (classé) | Open Strachan (classé) | Open Strachan (classé) | Open Strachan (classé) | Open Strachan (classé) |
| ---------------------------------- | ---------------------- | ---------------------- | ---------------------- | ---------------------- | ---------------------- |
| 1992                               | Bristol                | James Wattana          | John Parrott           | 9-5                    | 1991-1992              |
| Challenge Strachan (classé mineur) |                        |                        |                        |                        |                        |
| 1992 - Épreuve 1                   | Aldershot              | Joe Swail              | Stefan Mazrocis        | 9-4                    | 1992-1993              |
| 1993 - Épreuve 2                   | Sheffield              | Troy Shaw              | Nigel Bond             | 9-4                    | 1992-1993              |
| 1993 - Épreuve 3                   | Aldershot              | Tony Drago             | Ken Doherty            | 9-7                    | 1992-1993              |
| Challenge Strachan (non classé)    |                        |                        |                        |                        |                        |
| 1994 - Épreuve 1                   | Aldershot              | Anthony Hamilton       | Andy Hicks             | 9-4                    | 1993-1994              |
| 1994 - Épreuve 2                   | Leicester              | Anthony Hamilton (2)   | Paul Davies            | 9-4                    | 1993-1994              |

## Bilan par pays
| Pays            | Joueurs | Total | Premier titre | Dernier titre |
| --------------- | ------- | ----- | ------------- | ------------- |
| Angleterre      | 2       | 3     | 1992          | 1994          |
| Thaïlande       | 1       | 1     | 1992          | 1992          |
| Irlande du Nord | 1       | 1     | 1992          | 1992          |
| Malte           | 1       | 1     | 1993          | 1993          |